# Ney Bāghī
Ney Bāghī (persiska: نی باغی) är en ort i Iran.   Den ligger i provinsen Östazarbaijan, i den nordvästra delen av landet, 400 km nordväst om huvudstaden Teheran. Ney Bāghī ligger 1 591 meter över havet och antalet invånare är 496.
Terrängen runt Ney Bāghī är huvudsakligen kuperad, men åt nordväst är den bergig. Runt Ney Bāghī är det ganska glesbefolkat, med 40 invånare per kvadratkilometer. Närmaste större samhälle är Tark, 19,1 km sydväst om Ney Bāghī. Trakten runt Ney Bāghī består i huvudsak av gräsmarker.